# Baccaurea courtallensis
Baccaurea courtallensis là một loài thực vật có hoa trong họ Diệp hạ châu. Loài này được (Wight) Müll.Arg.. mô tả khoa học đầu tiên năm 1866.

## Hình ảnh

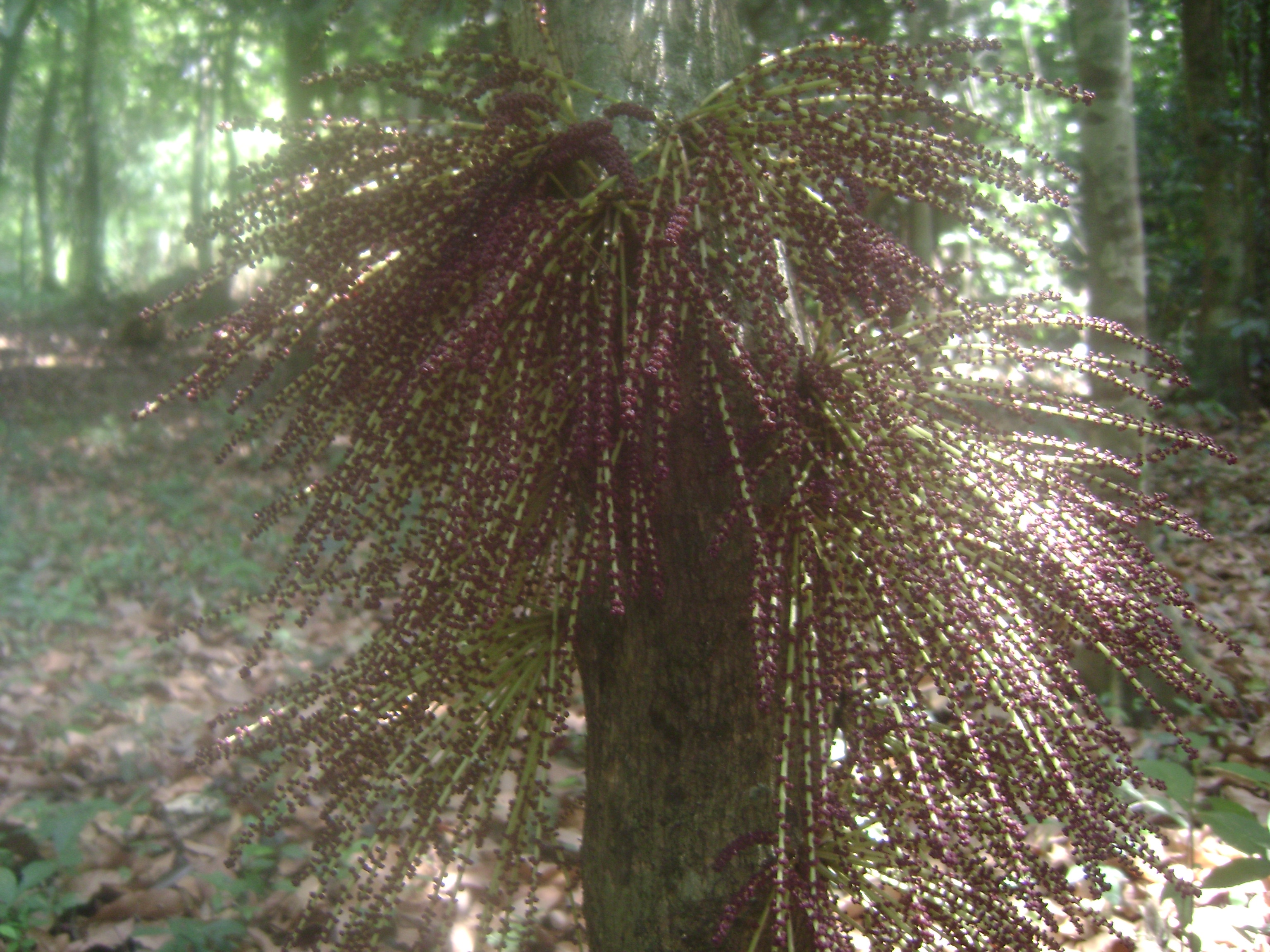
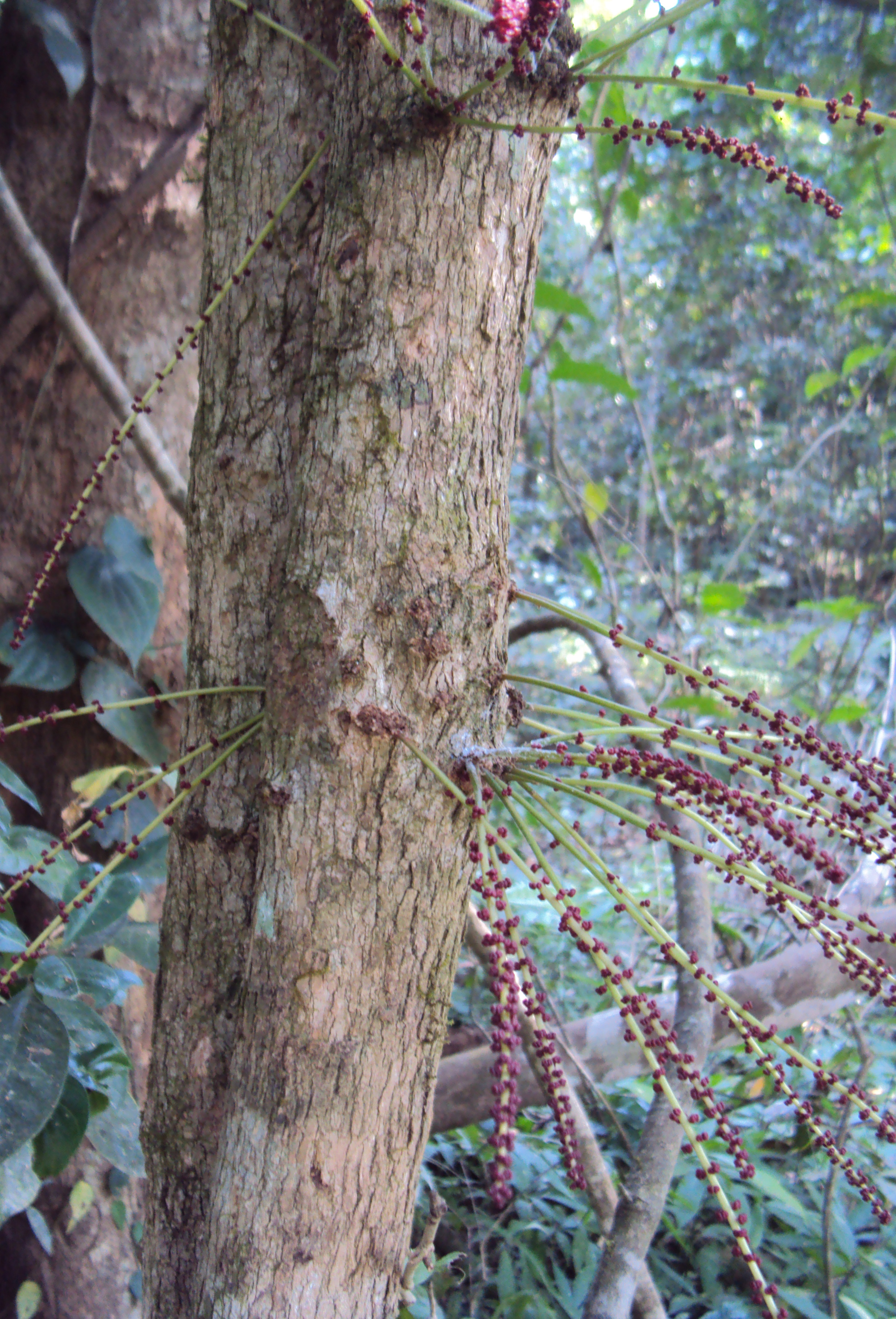
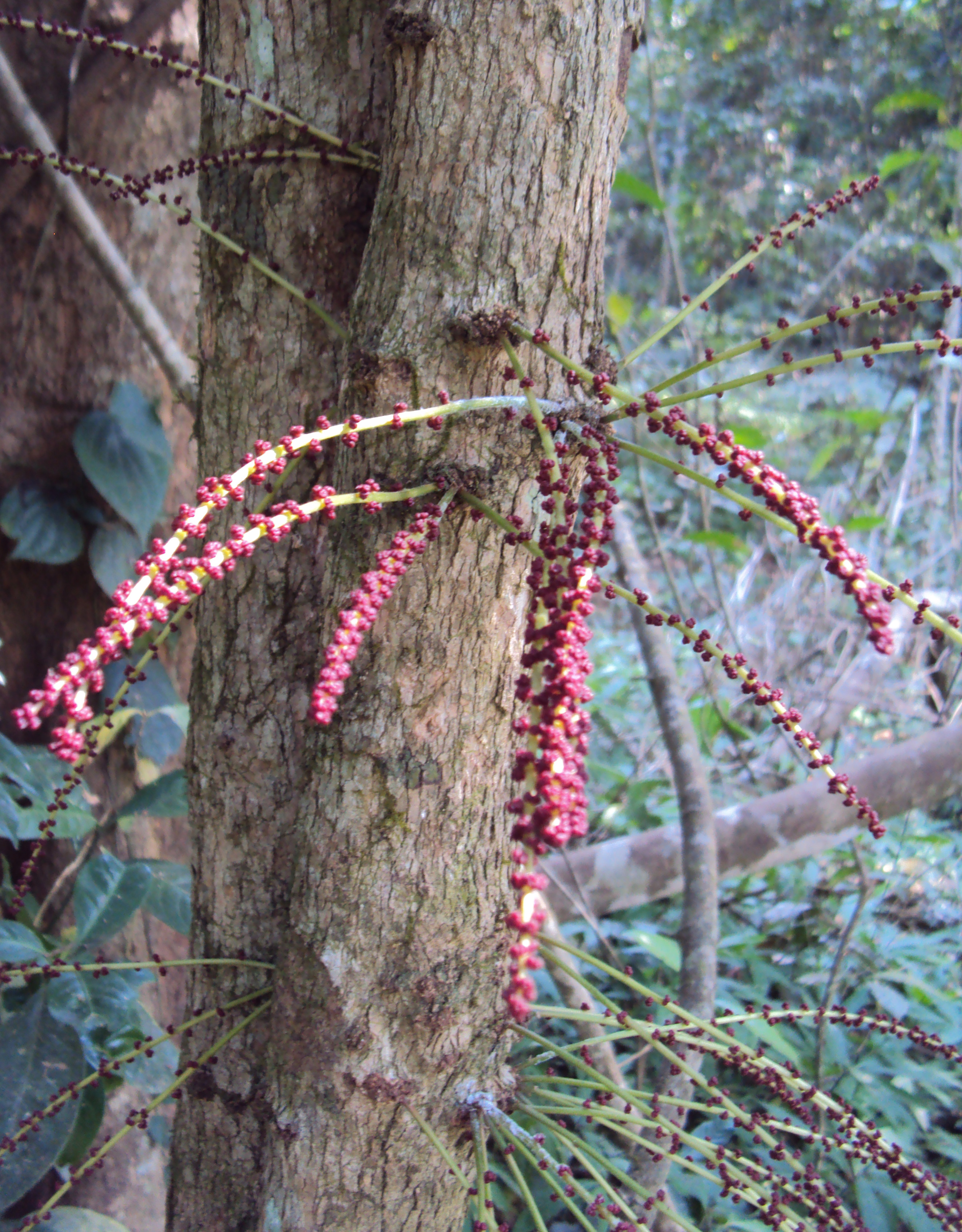
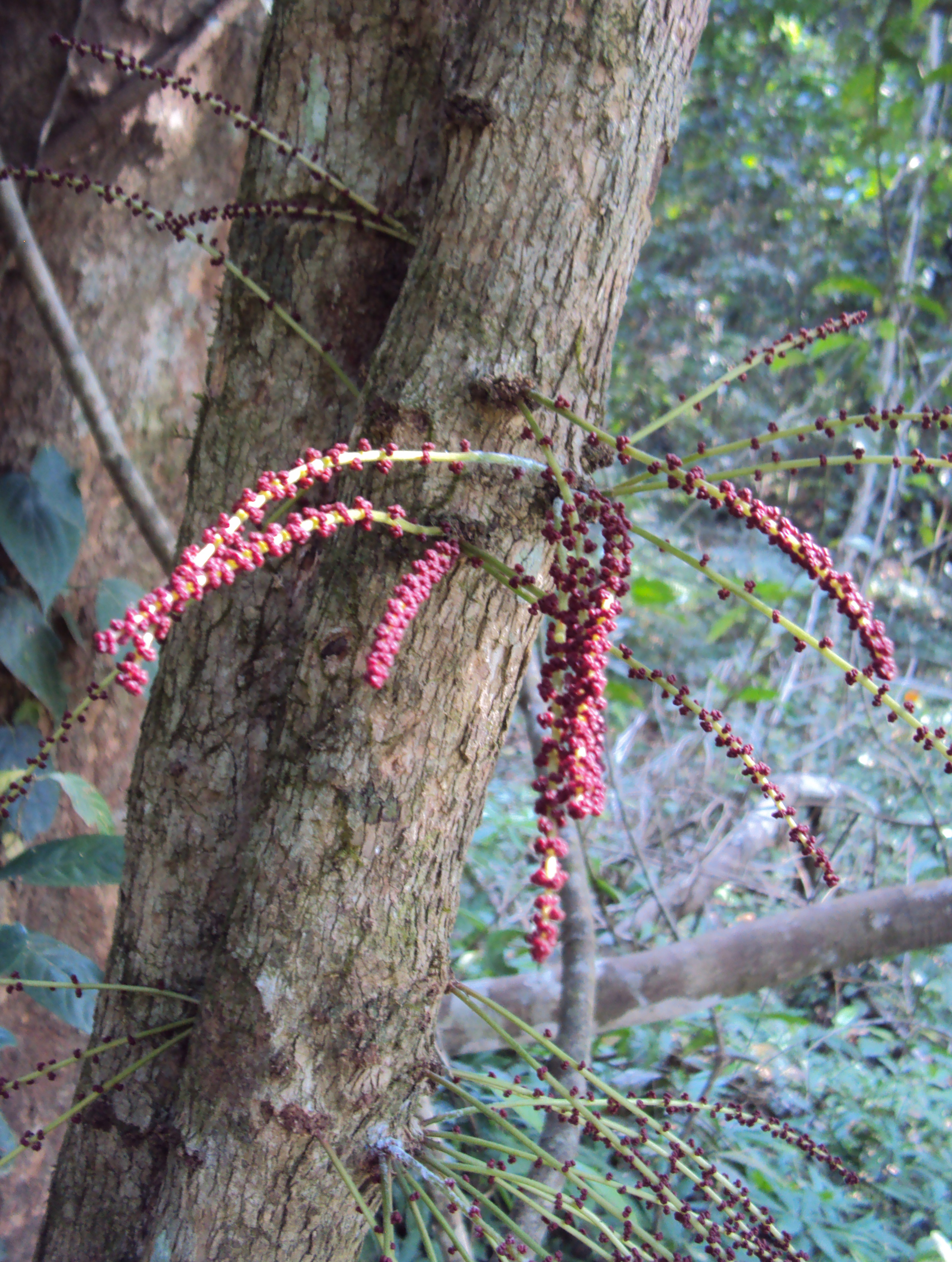